# Élections législatives de 2016 à Tristan da Cunha
Les élections législatives de 2016 à Tristan da Cunha ont lieu le 9 mars 2016 afin de renouveler  les membres du Conseil de l'île ainsi que le chef du Conseil de l'archipel de Tristan da Cunha.
Aucun parti politique n'existant sur l'île, l'ensemble des élus sont indépendants. La participation s'élève à plus de 83 %, tandis que Ian Lavarello devient le premier chef du Conseil à être réélu pour un troisième mandat consécutif

## Système électoral

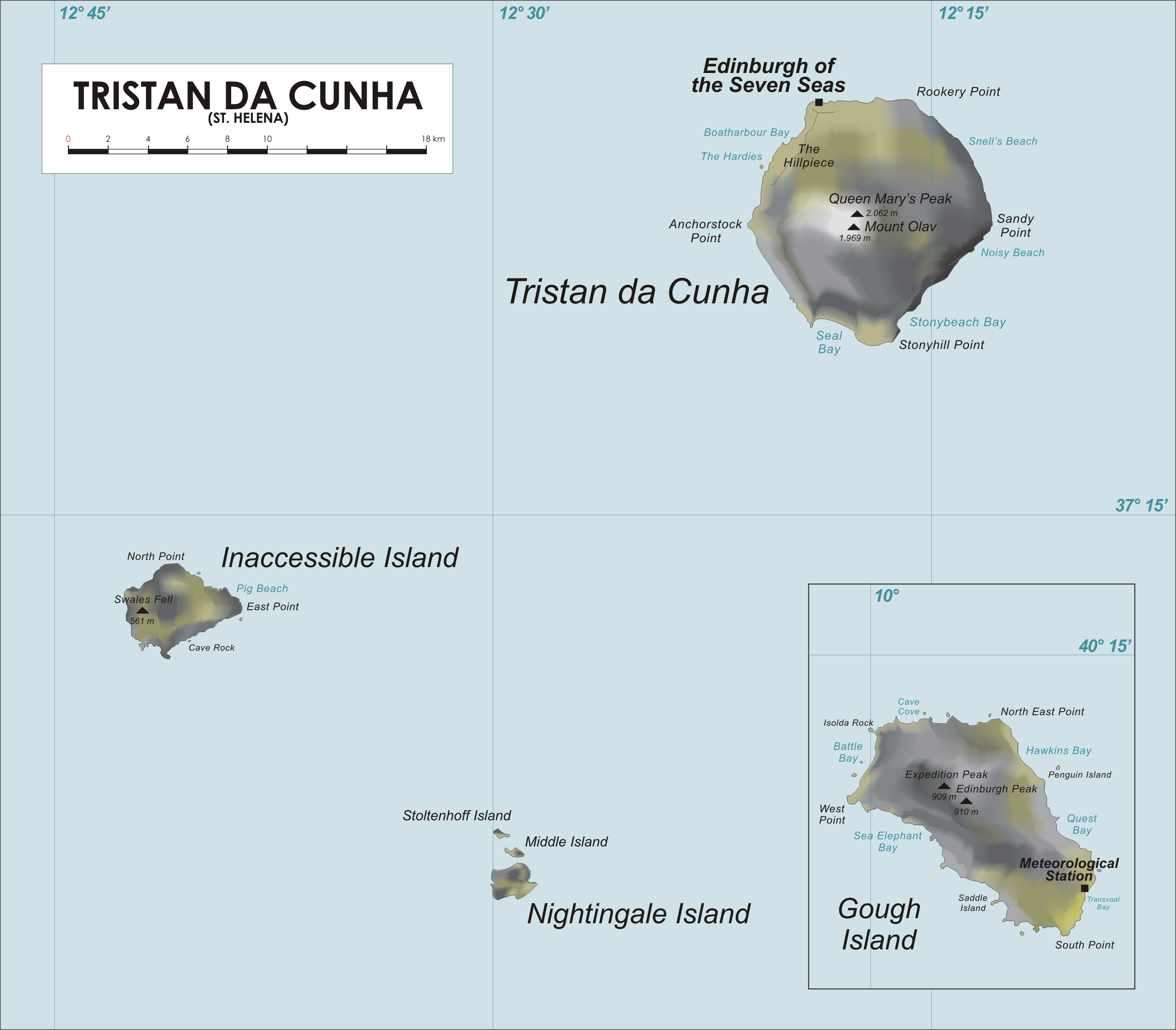
L'archipel Tristan da Cunha.

Le Conseil de l’Île est l'assemblée législative de Tristan da Cunha, un archipel du territoire britannique d'outre-mer de Sainte-Hélène, Ascension et Tristan da Cunha située dans l'océan Atlantique Sud.
L'archipel est dotée d'un administrateur nommé par le Gouvernement du Royaume-Uni. Le conseil de l'île est composé de douze membres dont huit élus pour trois ans au scrutin direct plurinominal majoritaire et trois nommés par l’administrateur, qui préside le conseil.
Les candidats doivent être âgés d'au moins vingt et un ans, être nés à Tristan da Cunha, y être domicilié et en avoir été résident au cours des trois années précédentes. Au moins un membre élu doit être une femme. Si les huit candidats arrivés en tête sont tous des hommes, celui ayant recueilli le moins de voix est remplacé par la candidate en ayant recueillie le plus. Dans le cas où aucune femme n'était candidate, une élection supplémentaire à lieu pour le siège, pour laquelle seules sont admises les femmes candidates. Sur le mandat 2016-2019, quatre des douze membres sont ainsi des femmes, dont trois élues.
Au cours de sa première séance, le conseil nouvellement élu choisit en son sein un vice président du conseil (Deputy President of Council), qui ne peut cependant être le membre déjà élu Chef du conseil.

### Chef du conseil
Sur les huit élus, l'un des conseillers cumule son mandat à celui de chef du Conseil (Chief Islander). Ce dernier est le représentant de la communauté et partage les taches exécutives avec l'administrateur, qu'il remplace en cas d'absence,..

## Déroulement
Les candidats aux législatives peuvent se déclarer candidats au poste de Chef du conseil indépendamment des élections des simple conseillers. En pratique, les bulletins se composent ainsi d'une liste des candidats conseillers, par ordre alphabétique, suivie d'une seconde liste séparée comportant les noms des candidats chef du conseil. Ces derniers peuvent figurer sur les deux listes. L'électeur coche un maximum de huit noms de conseillers, ainsi que le nom d'un chef du conseil, et les candidats ayant recueilli le plus de voix sont élus.
Les électeurs sont invités à se rendre à l'unique bureau de vote de 8 à 18 heures. Le scrutin ayant lieu un jour de pèche, le bureau est exceptionnellement ouvert jusqu'à 19h pour les marins.

## Résultats
La participation s'élève à plus de 83 %. L'administrateur Alex Mitham nomme trois conseillers immédiatement après les élections. Harold Green et James Glass, qui avaient chacun été élu par trois fois chef du conseil de manière discontinue, sont à nouveau conseillers, le premier par nomination et le second par la voie des urnes. Ian Lavarello est également réélu Chef du conseil, et devient le premier à occuper ce poste sur trois mandats consécutifs.
| Membres élus    | Membres élus |
| --------------- | --- |
| Chef du Conseil | Ian Lavarello |
| Conseillers     | Emma Swain Paula Swain Ian Lavarello James Patrick Glass Warren Glass Terence Green Sarah Green Lorraine Repetto |
| Membres nommés  | |
| Conseillers     | Harold Green Conrad Glass Iris Green                                                                             |